# Теплові електростанції Єгипту

## ТЕС Єгипту у 20 столітті
Станом на середину 2010-х років на ТЕС виробляють абсолютну більшість єгипетської електроенергії. При цьому перша теплова електростанція потужністю понад 100 МВт — столична ТЕС Каїр-Південь із показником 120 МВт — з'явилась у цій країні в 1957-му. За чотири роки у другому за величиною місті Єгипту Александрії запрацювала ТЕС Ель-Сейюф потужністю 106 МВт. До кінця 1960-х у столичному регіоні та дельті Нілу запустили ще по одній станції — ТЕС Каїр-Захід (263 МВт) та ТЕС Даманхур (195 МВт). Крім того, перші дві станції підсилили на 120 МВт кожну. Усі ці об'єкти відносились до класичних конденсаційних ТЕС із паровими турбінами та розраховувались на використання нафтопродуктів.
У 1975 році в Середземному морі біля дельти Нілу почалася розробка першого офшорного газового родовища Абу-Маді. Це дозволило на початку 1980-х запустити в дельті три газотурбінні станції потужністю по 200 МВт (ТЕС Тальха, ТЕС Махмудія та нова черга на згаданій раніше александрійській ТЕС Ель-Сейюф). Дещо менш потужні газотурбінні черги по 100 МВт запустили на ТЕС Даманхур (там же у дельті), Шабаб (зона Суецького каналу) та Ваді-Хоф (район Каїру). Завершила ж цю серію газотурбінних станцій запущена у 1989 році найпотужніша серед них столична ТЕС Каїр-Південь (330 МВт).
На півдні Єгипту, де у 1967 році видала перший струм Асуанська ГЕС, теплова енергетика розвивалась значно повільніше. Тривалий період часу єдиною великою ТЕС тут була конденсаційна станція в Асьюті, введена в експлуатацію у 1966—1967 роках із паровими турбінами загальною потужністю 90 МВт.
Курортні центри на Червоному морі Шарм-еш-Шейх та Хургада забезпечувались з 1975 та 1977 років газотурбінними станціями, потужність яких поступово збільшували та довели до початку 2000-х до 144 МВт на кожній. При цьому в Шарм-еш-Шейху, як і на півдні Єгипту, теплові електростанції традиційно використовували нафтопродукти.  
У кінці 1970-х, після десятирічної перерви, на півночі країни відновилось введення в експлуатацію класичних конденсаційних електростанцій. У 1979-му ТЕС Каїр-Захід доповнили ще однією паровою турбіною потужністю 88 МВт, за цим була ціла серія значно потужніших об'єктів: ТЕС Кафр-ед-Даввар та Абу-Султан у дельті Ніла (440 та 600 МВт відповідно), александрійська Абу-Кір (600 МВт), суецька Аттака (900 МВт) та найбільша серед них каїрська ТЕС Шубра-ель-Хейма (1260 МВт). Протягом 1990-х підсилили три існуючі та ввели ще п'ять конденсаційних станцій, дві з яких (включаючи ТЕС Куреймат потужністю 1254 МВт) розташовувались у центральній частині долини Ніла на південь від Каїра.
Крім того, наприкінці XX століття в Єгипті з'явились перші об'єкти з використанням технології комбінованого парогазового циклу. Так, у 1989 році на парогазову перетворили газотурбінну ТЕС Тальха, а в 1995-му таку ж модернізацію завершили на ТЕС Махмудія та Даманхур. Вводились і станції, одразу запроєктовану під таку технологію — першою у 1989—1992 роках стала ТЕС Дум'ят, а в 1995-му з'явився блок на Каїр-Південь.

## ТЕС Єгипту у XXI столітті
З 2005-го в країні введена ціла серія парогазових станцій, кожна з яких має у своєму складі від одного до трьох енергоблоків потужністю по 750 МВт (дві газові та одна парова турбіни по 250 МВт) — Нубарія, Каїр-Північ та інші.
При спорудженні ТЕС комбінованого циклу зазвичай на першому етапі запускали в роботу газові турбіни, що було важливо в умовах енергодефіциту. У результаті станом на 2017 рік існує цілий ряд потужних (від 500 до 1200 МВт) газотурбінних станцій — Дум'ят, Атака, Шабаб, 6 Жовтня, Дум'ят-Захід, Асьют-Захід, при цьому на чотирьох останніх вже ведуться роботи з встановлення парових турбін та їх переведення на ефективніший комбінований цикл.
На початку XXI століття продовжувалось і будівництво конденсаційних електростанцій, при цьому три з них, введені в експлуатацію у 2002—2003 роках (Сіді-Крір, Порт-Саїд-Схід та Суецька затока), спорудили іноземні приватні інвестори за нетрадиційною для Єгипту схемою BOOT (build-own-operate-transfer, будуй-володій-експлуатуй-передай). А у 2015 році стала до ладу перша єгипетська конденсаційна станція з суперкритичним паровим циклом — ТЕС Айн-Сохна (1300 МВт). Крім того, ведеться будівництво ще трьох подібних об'єктів — ТЕС Асьют (650 МВт), ТЕС Хелван-Південь (1950 МВт) та блок на ТЕС Каїр-Захід (650 МВт).
Утім, переважаючою технологією все одно залишатиметься парогазова. З кінця 2016-го розпочалися роботи по підключенню до мережі трьох нових надпотужних (по 4800 МВт кожна) ТЕС — Буруллус, Нова Столиця та Бені-Суейф. Споруджені концерном Siemens, вони стануть найбільшими у світі у своєму типі.

## Список діючих ТЕС Єгипту
Станом на 2017 рік в країні діяли наступні об'єкти потужністю понад 100 МВт, призначені для постачання мереж загального користування:
| Теплоелектростанція | Парові субкритичні | Парові субкритичні    | Парові субкритичні    | Парові суперкритичні | Парові суперкритичні  | Парові суперкритичні  | Газотурбінні | Газотурбінні          | Газотурбінні          | Парогазові | Парогазові            | Парогазові            | Місце розташування          |
| Теплоелектростанція | Потужність         | Введення блоків, з/по | Введення блоків, з/по | Потужність           | Введення блоків, з/по | Введення блоків, з/по | Потужність   | Введення блоків, з/по | Введення блоків, з/по | Потужність | Введення блоків, з/по | Введення блоків, з/по | Місце розташування          |
| Сіді-Крір 1, 2      | 640                | 1999                  | 2000                  |                      |                       |                       |              |                       |                       | 750        | 2009                  | 2010                  | Середземноморське узбережжя |
| Сіді-Крір 3, 4      | 683                | 2002                  |                       |                      |                       |                       |              |                       |                       |            |                       |                       | Середземноморське узбережжя |
| ТЕС Ель-Сейюф1      |                    |                       |                       |                      |                       |                       | 133          | 1981                  | 1984                  |            |                       |                       | Середземноморське узбережжя |
| Абу-Кір             | 2211               | 1983                  | 2013                  |                      |                       |                       | 24           | 1983                  |                       |            |                       |                       | Середземноморське узбережжя |
| Дум'ят              |                    |                       |                       |                      |                       |                       | 500          | 2011                  |                       | 1200       | 1989                  | 1992                  | Середземноморське узбережжя |
| Дум'ят-Захід2       |                    |                       |                       |                      |                       |                       | 1000         | 2012                  | 2016                  |            |                       |                       | Середземноморське узбережжя |
| Порт-Саїд-Схід      | 683                | 2003                  |                       |                      |                       |                       |              |                       |                       |            |                       |                       | Середземноморське узбережжя |
| Кафр-ед-Даввар      | 440                | 1980                  | 1986                  |                      |                       |                       |              |                       |                       |            |                       |                       | Дельта Нілу/Ісмаілія        |
| Махмудія3           |                    |                       |                       |                      |                       |                       | 340          | 2015                  |                       | 268        | 1983                  | 1995                  | Дельта Нілу/Ісмаілія        |
| Ель-Атф             |                    |                       |                       |                      |                       |                       |              |                       |                       | 750        | 2009                  | 2010                  | Дельта Нілу/Ісмаілія        |
| Тальха4             | 420                | 1993                  | 1998                  |                      |                       |                       |              |                       |                       | 982        | 1979                  | 2008                  | Дельта Нілу/Ісмаілія        |
| Даманхур5,6,7       | 300                | 1991                  |                       |                      |                       |                       |              |                       |                       | 156        | 1985                  | 1995                  | Дельта Нілу/Ісмаілія        |
| Нубарія             |                    |                       |                       |                      |                       |                       |              |                       |                       | 2250       | 2005                  | 2009                  | Дельта Нілу/Ісмаілія        |
| Бенха               |                    |                       |                       |                      |                       |                       |              |                       |                       | 750        | 2014                  |                       | Дельта Нілу/Ісмаілія        |
| Шабаб2              |                    |                       |                       |                      |                       |                       | 1101         | 1982                  | 2011                  |            |                       |                       | Дельта Нілу/Ісмаілія        |
| Абу-Султан          | 600                | 1983                  | 1986                  |                      |                       |                       |              |                       |                       |            |                       |                       | Дельта Нілу/Ісмаілія        |
| Каїр-Північ         |                    |                       |                       |                      |                       |                       |              |                       |                       | 1500       | 2006                  | 2008                  | Район Каїра                 |
| Гіза-Північ         |                    |                       |                       |                      |                       |                       |              |                       |                       | 2250       | 2014                  | 2015                  | Район Каїра                 |
| Шубра-ель-Хейма     | 1260               | 1984                  | 1988                  |                      |                       |                       | 35           | 1986                  |                       |            |                       |                       | Район Каїра                 |
| Каїр-Захід8,9       | 1360               | 1995                  | 2011                  |                      |                       |                       |              |                       |                       |            |                       |                       | Район Каїра                 |
| 6 Жовтня10          |                    |                       |                       |                      |                       |                       | 1200         | 2012                  | 2016                  |            |                       |                       | Район Каїра                 |
| Каїр-Південь11      |                    |                       |                       |                      |                       |                       | 330          | 1989                  |                       | 165        | 1995                  |                       | Район Каїра                 |
| Ваді-Хоф            |                    |                       |                       |                      |                       |                       | 75           | 1985                  |                       |            |                       |                       | Район Каїра                 |
| Ель-Теббін          | 700                | 2010                  |                       |                      |                       |                       |              |                       |                       |            |                       |                       | Район Каїра                 |
| Куреймат            | 1254               | 1998                  | 1999                  |                      |                       |                       |              |                       |                       | 1500       | 2007                  | 2011                  | Долина Нілу (центр)         |
| Валідія             | 600                | 1992                  | 1997                  |                      |                       |                       |              |                       |                       |            |                       |                       | Долина Нілу (центр)         |
| Асьют-Захід2        |                    |                       |                       |                      |                       |                       | 1000         | 2015                  | 2016                  |            |                       |                       | Долина Нілу (центр)         |
| Атака               | 900                | 1985                  | 1987                  |                      |                       |                       | 640          | 2015                  |                       |            |                       |                       | Червономорське узбережжя    |
| Ойун-Муса           | 640                | 2000                  |                       |                      |                       |                       |              |                       |                       |            |                       |                       | Червономорське узбережжя    |
| Айн-Сохна           |                    |                       |                       | 1300                 | 2015                  | 2015                  |              |                       |                       |            |                       |                       | Червономорське узбережжя    |
| Суецька затока      | 683                | 2002                  |                       |                      |                       |                       |              |                       |                       |            |                       |                       | Червономорське узбережжя    |
| Шарм-еш-Шейх12      |                    |                       |                       |                      |                       |                       | 409          | 1975                  | 2016                  |            |                       |                       | Червономорське узбережжя    |
| Хургада             |                    |                       |                       |                      |                       |                       | 431          | 1977                  | 2016                  |            |                       |                       | Червономорське узбережжя    |
| Разом               | 13373              |                       |                       | 1300                 |                       |                       | 7218         |                       |                       | 12521      |                       |                       |                             |

1 Установлені у 1960-х роках парові турбіни виведено з експлуатації. Також виведено дві із шести встановлених у 1980-х газових турбін.
2 На кожній із цих станцій ведуться роботи з встановлення двох парових турбін потужністю по 250 МВт, внаслідок чого вони перетворяться у парогазові.
3 У 1983 році введено в експлуатацію газові турбіни з перетворенням у 1995 на парогазову.
4 У 1979 році введено в експлуатацію газові турбіни з перетворенням у 1989 на парогазову.
5 В 1985 році введено в експлуатацію газові турбіни з перетворенням у 1995 на парогазову.
6 Ведеться спорудження двох парогазових блоків потужністю по 900 МВт.
7 Установлені у 1968—1969 роках парові турбіни виведено з експлуатації
8 Ведеться спорудження блоку з використанням технології суперкритичного парового циклу потужністю 650 МВт.
9 Установлені у 1966 році парові турбіни виведено з експлуатації.
10 Ведуться роботи з встановлення парової турбіни потужністю 340 МВт, що створить перший із двох можливих парогазових блоків.
11 Установлені у 1950-х — 1960-х роках парові турбіни виведено з експлуатації.
12 Одна із шести газових турбін, встановлених у XX столітті, виведена з експлуатації.

## Електростанції інтегровані із сонячними
У 2011 році ввели в експлуатацію парогазову ТЕС-СЕС Куреймат, додатково обладнану системами концентрації сонячної енергії, що дозволяє подавати в котел-утилізатор додаткову пару.

## Теплові електростанції промислових підприємств
У 2017 році в Александрії у складі комплексу з виробництва етилену та поліетилену ввели в експлуатацію газотурбінну ТЕС ETHYDCO потужністю 150 МВт.